# Andriej Modogojew
Andriej Urupchiejewicz Modogojew (ros. Андре́й Урупхе́евич Модого́ев, ur. 1 stycznia?/14 stycznia 1915 w ułusie Zagatuj w obwodzie zabajkalskim, zm. 29 października 1989) – radziecki i buriacki polityk, przewodniczący Rady Ministrów Buriackiej ASRR (1960-1962), członek KC KPZR (1971-1986).
W latach 1932–1939 pracował jako nauczyciel, 1939-1940 był I sekretarzem Komitetu Miejskiego Komsomołu, od 1940 w WKP(b), 1940-1943 I sekretarz Buriacko-Mongolskiego Komitetu Obwodowego Komsomołu, 1943-1944 sekretarz Buriacko-Mongolskiego Komitetu Obwodowego WKP(b), 1947-1950 słuchacz Wyższej Szkoły Partyjnej przy KC WKP(b). 1952-1954 zastępca przewodniczącego Rady Ministrów Buriacko-Mongolskiej ASRR, 1957-1960 instruktor KC KPZR, od 24 listopada 1960 do czerwca 1962 przewodniczący Rady Ministrów Buriackiej ASRR. Od 12 czerwca 1962 do 7 stycznia 1984 I sekretarz Buriackiego Komitetu Obwodowego KPZR, od 8 kwietnia 1966 do 30 marca 1971 zastępca członka, a od 9 kwietnia 1971 do 25 lutego 1986 członek KC KPZR. Od 7 stycznia 1984 na emeryturze. Deputowany do Rady Najwyższej ZSRR od 6 do 10 kadencji.

## Odznaczenia
- Order Lenina (dwukrotnie)
- Order Czerwonego Sztandaru Pracy
- Order „Znak Honoru” (dwukrotnie)
- Order Gwiazdy Polarnej (Mongolska Republika Ludowa)